# San Vicente de la Sonsierra
San Vicente de la Sonsierra és un municipi de La Rioja a la comarca d'Haro. El 2006 tenia 1.190 habitants.

## Història
Existeixen assentaments a la zona des de la prehistòria com ho testifiquen el dolmen neolític de la Cascaja o el poblat de la Nava datat de l'edat del Ferro.
Al costat de l'ermita de Santa María de la Piscina hi va haver un poblat anterior al segle x (com demostren les tombes trobades en restaurar l'ermita) i que va quedar despoblat durant el segle xiv després de la Primera guerra civil castellana. Els seus habitants formarien més tard el llogarret de Peciña (nom derivat de Piscina).
La primera referència escrita data del segle ix, on se cita els reis navarresos.
Sanç III de Navarra va donar San Vicente i les seves propietats al monestir de Leyre el 1014, al qual va pertànyer fins al segle xiv. També va construir un pont fortificat que va ser de gran importància fins a la seva destrucció per una riuada el 1775.

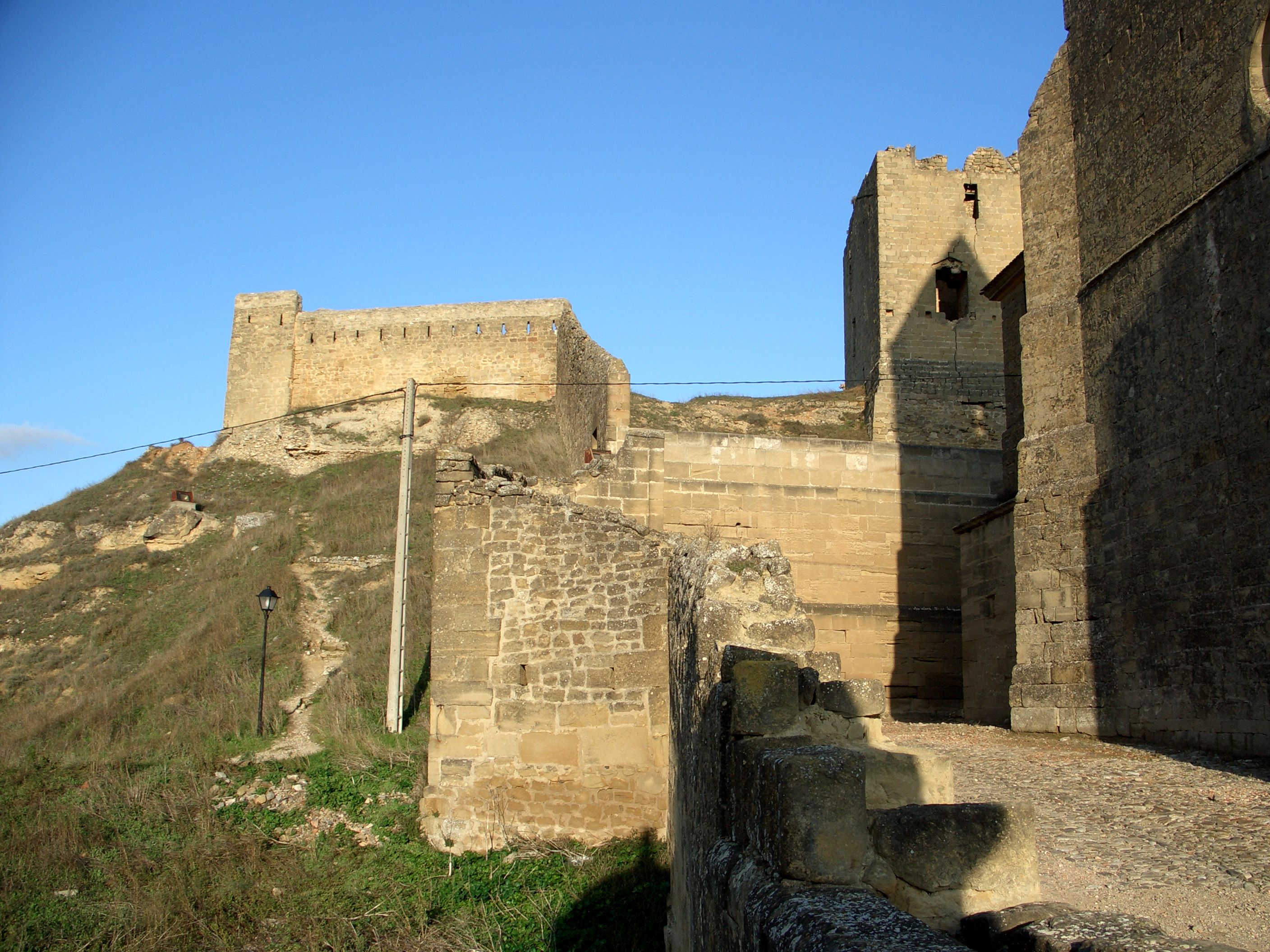
Detall del castell

El 6 de gener de 1172, Sanç VI de Navarra concedeix el fur de Laguardia a San Vicente. El seu fill Sanç VII de Navarra, el 1194, va aixecar el castell i va emmurallar la zona. A més el 1211 després de la batalla de Las Navas de Tolosa va concedir el blasó de les cadenes a la Casa de la Piscina.
Durant el segle xiii van ser abundants les lluites amb el proper castell de Briones.
El 1367 es va veure embolicat en la guerra entre Pere el Cruel i Enric de Trastàmara. Les tropes d'Enric, en no poder aconseguir el castell, van incendiar els llogarrets de San Vicente a excepció de Ábalos. Al final del conflicte el llogarret va quedar en mans navarreses. El 1373 un nou tractat entre Castella i Navarra, que va tornar Logronyo a Castella, va continuar deixant San Vicente dins del regne de Navarra.
A causa de la resistència dels habitants de la zona davant les tropes d'Enric, Carles II de Navarra va concedir noblesa als seus habitants i als seus descendents.
El segle xv les lluites van continuar i Pedro Fernández II de Velasco va atacar San Vicente, fins que el 1437 es va firmar una nova pau entre Castella i Navarra.